# Whitburn Parish Kirk

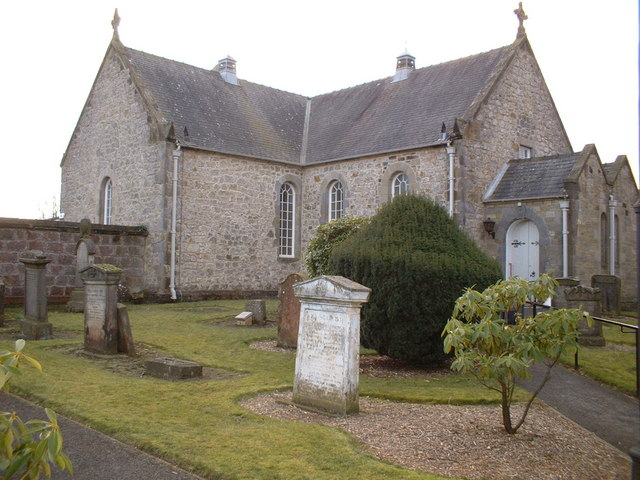
Whitburn Parish Kirk

Die Whitburn Parish Kirk oder Whitburn Parish Church ist ein Kirchengebäude der presbyterianischen Church of Scotland in der schottischen Ortschaft Whitburn in der Council Area West Lothian. 1980 wurde das Bauwerk in die schottischen Denkmallisten in der Denkmalkategorie B aufgenommen. Die Kirche ist noch als solche in Verwendung.

## Geschichte
Der erste Kirchenbau an diesem Ort entstand im Jahre 1718. Mit der Abspaltung des Parishs von Linlithgow wurde die Kirche zur Pfarrkirche und im Jahre 1729 umfassend erweitert. Um 1930 wurde eine zuvor bestehende Vortreppe entfernt. Am 18. Dezember 1955 brannte der Innenraum aus. Das Gebäude wurde anschließend restauriert.

## Beschreibung
Die Whitburn Parish Kirk liegt an der Manse Road im Zentrum der Ortschaft. Das Gebäude ist im Georgianischen Stil aus Bruchstein erbaut. Die Kirche ist mit einem Glockengiebel ausgestattet und schließt mit schiefergedeckten Satteldächern. Auf dem umgebenden Friedhof befindet sich eine Gruft der Baronets Baillie of Polkemmet. In das ornamentierte Mauerwerk sind Gedenktafeln und Grabsteine eingelassen. Das Gebäude ist mit Harl verputzt und schließt mit einem Flachdach.